# Glypta succineipennis
Glypta succineipennis là một loài tò vò trong họ Ichneumonidae.